# Синагога (Раковник)
Синагога в Раковнике чеш. Synagoga v Rakovníku — здание синагоги XVIII века в городе Раковник (Чехия). Памятник культуры Чешской Республики . Располагается  в 150 м к северу от площади Гуса на улице Высока, дом номер 232. В настоящее время в здании расположена Галерея Рабаса. Уникальный пример здания синагоги в барочных формах.

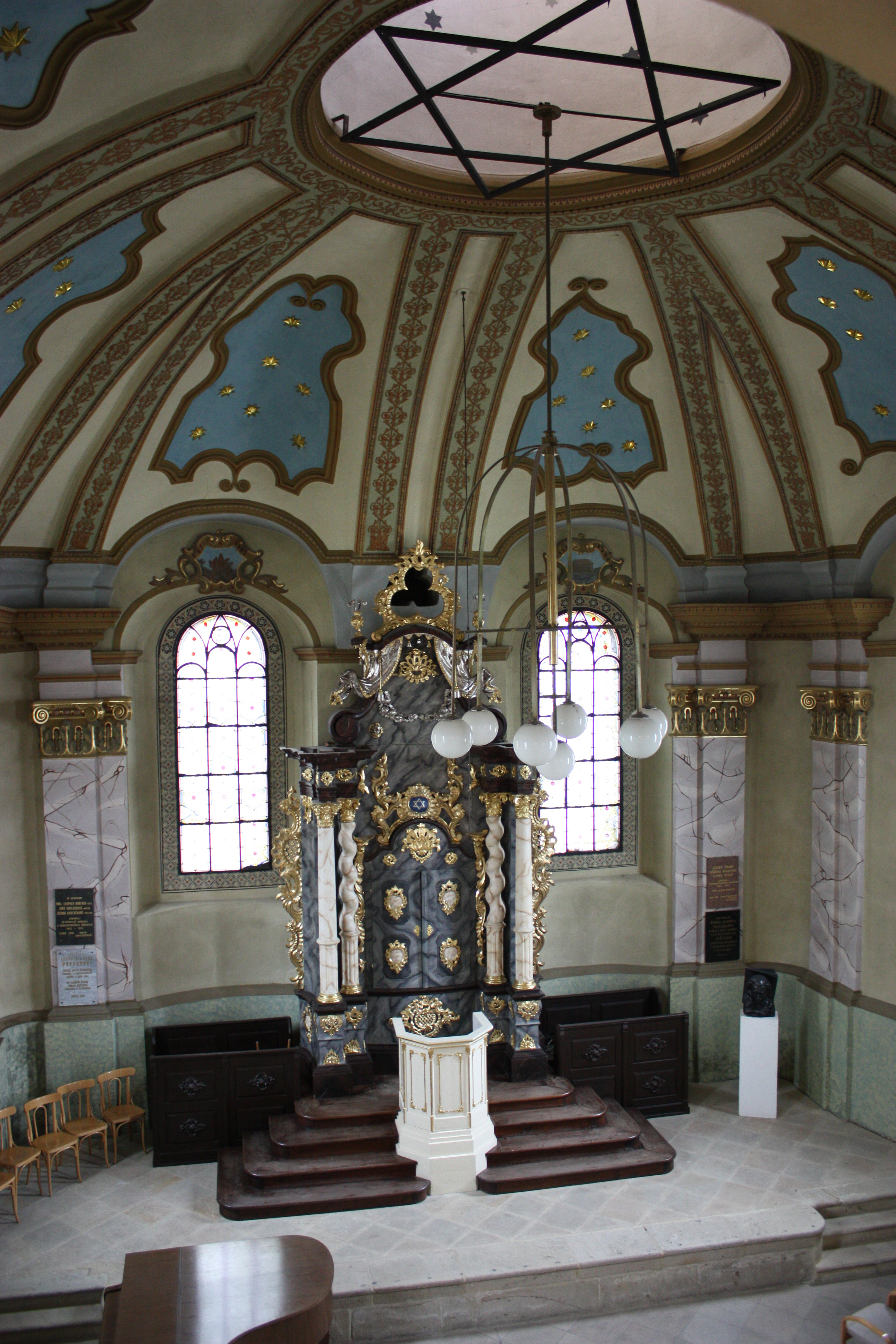
Центральный зал Синагоги в Раковнике. В настоящее время — концертный зал

## История
В 1736 году на месте молитвенного зала был возведён жилой дом, который также служил и молитвенным домом, в нём же находилась и школа. В 1764 годах дом был перестроен в барочном стиле. Здание несколько раз подвергалось перестройке и расширению. В результате реконструкции 1792 года оно получило элементы стиля рококо. В 1865 году был увеличен главный зал. Пожар 1920 года серьёзно повредил синагогу, но к 1927 году она была отремонтирована.
Между 1938 и 1941 годами в городе действовало уникальное соглашение еврейской и христианской общин о совместном использовании здания — евреями по субботам, а по воскресеньям христианами. Во время Второй мировой войны еврейская община в городе была уничтожена.
До 1950 года в синагоге размещалась приходская церковь Чехословацкой гуситской церкви. C 1950 года она используется как концертный зал и художественная галерея. В 1990-х годах в здании были проведены обширные реставрационные работы.

## Описание
Синагога располагается в восточной части сооружения. Вход в неё ведет в тамбур. Далее несколько ступенек спускаются в мужскую молитвенную комнату, женская располагается на галерее над вестибюлем.
Главный зал почти квадратный в плане с восьмиугольным куполом, декорированным росписью. Над расписными окнами — картуши с изображениями предположительно библейских сюжетов. Хранилище Торы располагается на небольшом возвышении под балдахином, увенчанным короной. Над каменным порталом размещена позолоченная надпись на иврите: «Это врата к Богу, через которые пройдут праведники».